# Рождественское вторжение
«Рождественское вторжение» (англ. The Christmas Invasion) — рождественский спецвыпуск британского научно-фантастического телесериала «Доктор Кто». Впервые был показан 25 декабря 2005 года. История посвящена нападению на Землю сикораксов.
Это первая полная серия для Дэвида Теннанта в роли Десятого Доктора.

## Обзор
Наступило Рождество, но на Земле не до праздника, так как на неё напали пришельцы — сикораксы. Роза и недавно регенерировавший Доктор должны спасти человечество, но сможет ли она поверить человеку с новым лицом?
После событий эпизода «Пути расходятся» и спецвыпуска «Дети в нужде 2005» Девятый Доктор регенерирует в Десятого. Регенерация прошла плохо, поэтому он вынужден спать, продолжая восстанавливаться. Роза не может поверить, что человек с другим лицом — всё тот же Доктор.
Когда Роза и Микки идут за покупками, на них нападают Санты, а в их доме непонятным образом оказывается другое рождественское дерево, желающее смести всё на своем пути. Доктор останавливает ёлку и узнаёт, что она управляется Сантами. Они пришли, чтобы подзарядить от него свои батареи. Но раз появились они, то придёт что-то большее.
Между тем космический зонд «Гвиневра 1» передаёт сигнал из космоса — лицо инопланетянина. Гвиневра, не долетев до Марса, была захвачена кораблём пришельцев. В дальнейшем стало ясно, что они пришли с враждебными целями захвата Земли. Сикораксы заставляют треть человечества встать на крыши домов готовыми к прыжку, контролируя через образец крови с Гвиневры. Их огромный космический корабль нависает над Лондоном.
Роза решает укрыться в ТАРДИС, как в самом безопасном месте, но сикораксы телепортируют ТАРДИС на борт. Микки случайно роняет на пол консоли термос с чаем. Чай пробуждает Доктора, и он сражается с главным сикораксом за планету. Во время поединка сикоракс отрубает Доктору руку, но тот ещё продолжает регенерировать и выращивает себе новую. Роза наконец начинает верить, что новый человек — это Доктор.
Он побеждает в поединке, запрещает сикораксам появляться на планете вновь и велит передать другим: Земля защищена. Но Харриет Джонс не даёт им улететь: по её приказу мощный луч разрушает корабль. Доктор называет это убийством и при помощи шести слов («Вам не кажется, что она устала?») снимает её с поста.
В гардеробе ТАРДИС Доктор выбирает себе новый костюм и празднует Рождество вместе с Розой.

## Дополнительная информация
- Десятый Доктор говорит с акцентом, распространённым на юго-востоке Англии, а Девятый говорил с северным акцентом. В интервью радио BBC 1 Теннант сказал, что это должно было быть объяснено в Рождественском эпизоде: Роза повлияла на Доктора и он перенял акцент. Но в итоге момент был вырезан. Когда сикоракс отрубает ему руку и он выращивает новую, Доктор говорит «fightin hand» — боевая рука. Это американский акцент Аппалачей.
- В начале эпизода новый Доктор выходит наружу, поздравляет Джеки Тайлер и Микки с Рождеством и падает. Когда Джеки спрашивает Розу «Кто это?» и получает ответ «Доктор», она вновь произносит старую шутку: «Доктор? Доктор кто?»
- Способность ТАРДИС переводить языки впервые была упомянута Четвёртым Доктором в эпизоде «Маска Мандрагоры»[1] как дар повелителей времени. Поклонники посчитали это функцией ТАРДИС, хотя об этом не было прямо сказано в сериале. В серии «Конец света»[2] Девятый Доктор подтвердил, что перевод языков — часть возможностей телепатического поля ТАРДИС.
- Биг-Бен показали со строительными лесами вокруг, так как часы были частично разрушены в «Пришельцах в Лондоне»[3] и их ещё не успели восстановить.
- Роза, обращаясь к сикораксам, говорит про статью 15 Протокола Теней (Роза)[4], Парламент Сливинов Раксакорикофаллапаториуса (Пришельцы в Лондоне[3], Третья Мировая война[5], Шумный город[6]), Конфедерацию гельтов (Беспокойный мертвец)[7] , могучего Джаграфесса (Долгая игра)[8] и далеков.
- В этом спецвыпуске было положено начало истории спин-оффа «Торчвуд».
- Доктор спрашивает Розу о том, как он выглядит, хотя он уже спрашивал это ранее (Дети в нужде). Однако тогда Роза не ответила ему, а учитывая его состояние, он может забывать происходящее.
- Девятый Доктор заявил в «Третьей мировой войне», что Харриет Джонс будет избрана на три срока и её правление станет «Золотым веком Британии». В «Рождественском вторжении» Доктору удается подорвать её популярность, это подтверждается в дальнейшем, когда Мастер становится премьер-министром (Барабанная дробь).
- Переделанный гардероб ТАРДИС показан как многоэтажная комната с винтовыми лестницами. В возрождённом сериале гардероб до этого упоминался лишь один раз и не показывался (Беспокойный мертвец)[7].
- В одной из удалённых сцен Доктор на корабле сикораксов понимает, что из-за новых зубов больше не может говорить любимое слово «фантастика», и пытается подобрать новое.
- В эпизоде ТАРДИС материализуется во время движения, хотя обычно она появляется уже приземлённой. Кроме того, здесь ТАРДИС появилась резко, будто из электричества, вместо обычного постепенного появления или исчезновения. Это связано с событиями мини-эпизода «Дети в нужде» — у Доктора начался приступ, и чтобы быстрее вернуться на Землю, он переключился на ручное управление.
- В этой серии Доктор ходит в пижаме, штаны которой напоминают похожие на пижаму штаны пятого Доктора.
- Он идёт, подкидывая в руке сатсуму так же, как этот делал Пятый Доктор в серии «Четверо в Судный день», и в финале кидает сатсуму, которая позволяет нанести ему финальный удар противнику — такое же действие совершил и Пятый, что помогло ему, получив в открытом космосе удар срикошетившего маленького круглого предмета, по инерции попасть к ТАРДИС.
- Проблемы с регенерацией уже были у Доктора в его пятом воплощении.